# Powiat Honami
Powiat Honami (jap. 穂波郡 Honami-gun) – dawny powiat w Japonii, w prefekturze Fukuoka.

## Historia

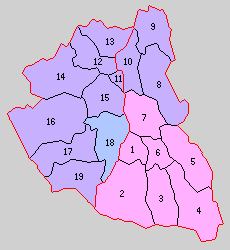
Powiat Honami (11–19 – 1889 r.)

W pierwszym roku okresu Meiji na terenie powiatu znajdowało się 61 wiosek.
Powiat został założony 1 listopada 1878 roku. 1 kwietnia 1889 roku powiat został podzielony na miejscowość Iizuka i 8 wiosek Futase, Ōya, Chinzei, Honami, Daibu, Kamihonami, Keisen i Uchino.
1 kwietnia 1896 roku powiat Honami został włączony w teren nowo powstałego powiatu Kaho. W wyniku tego połączenia powiat został rozwiązany.